# Powstawanie gatunków
Powstawanie gatunków albo specjacja to proces biologiczny, w wyniku którego powstają nowe gatunki organizmów.
Zachodzi na skutek wytworzenia się bariery rozrodczej pomiędzy wyjściowymi populacjami, czyli zaistnieniu zjawiska, które uniemożliwia między nimi wymianę genów.
Bariera taka powoduje, że nowo powstałe gatunki, mając teraz odrębne historie i brak wymiany genów, nagromadzają niezależnie swoiste zmiany w puli genowej, które w konsekwencji prowadzą do różnic morfologicznych, fizjologicznych i behawioralnych.
Ernst Mayr zdefiniował gatunek jako grupę populacji, pomiędzy którymi istnieje rzeczywista lub potencjalna zdolność do produkcji płodnego potomstwa w wyniku krzyżowania się osobników, oddzieloną reprodukcyjnie od innych takich grup. Ten artykuł jest rozwinięciem tej definicji.

## Rodzaje specjacji
- Specjacja allopatryczna, gdy populacje dzieli bariera geograficzna
Przykładem bariery geograficznej może być oderwanie się masy lądowej w wyniku dryfu kontynentalnego, wypiętrzenie się pasma górskiego, lub przypadkowe zasiedlenie niedostępnej wyspy na morzu.
  - Specjacja perypatryczna, odmianą specjacji allopatrycznej jest sytuacja, w której niewielka peryferyjna populacja danego gatunku zostanie oddzielona barierą geograficzną. Niewielki rozmiar tej populacji wzmaga działania dryfu genetycznego (efekt założyciela). Koncepcję tę zaproponował Ernst Mayr[2], znalazła ona rozwinięcie w koncepcji punktualizmu.
- Specjacja parapatryczna występuje gdy jedna z populacji danego gatunku zajmuje względnie nową niszę, albo gdy gatunek zasiedla duże obszary, które jednak nie są jednoznacznie izolowane, jak w specjacji allopatrycznej. Izolująco oddziałuje tu więc sam dystans i odmienność nowej niszy.
- Specjacja sympatryczna, gdy populacje współwystępują (nie dzieli ich bariera geograficzna), ale zaczynają się różnicować ze względu na specjalizację pokarmową, zwłaszcza gdy towarzyszy temu działanie silnego doboru rozrywającego, np. gdy dany gatunek może polować zarówno na zwierzęta lądowe jak i morskie, to osobniki wyspecjalizowane w jednym typie pokarmu będą miały przewagę. Specjalizacja pokarmowa często wiąże się ze specjalizacją siedliskową (np. owady składają jaja na roślinach, na których żerują) co daje izolację rozrodczą (ekologiczną)[3].
  - Innym rodzajem specjacji jest specjacja przez hybrydyzację. Jeśli u hybrydy międzygatunkowej nastąpi spontaniczne podwojenie liczby chromosomów, oraz gdy nie utraci zdolności do rozmnażania się, zyskuje natychmiastową izolację postgamiczną od gatunków wyjściowych (tetraploidy nie mogą się krzyżować z diploidami). Zachodzi to również, gdy w jakiejś populacji danego gatunku nastąpi kompletne podwojenie garnituru chromosomów (autopoliploidyzacja), będzie ona reprodukcyjnie izolowana od osobników z wyjściową liczbą chromosomów. Ponieważ przebieg takiej specjacji jest szczególnie dramatyczny i powtarzalny eksperymentalnie, jest to najczęściej obserwowany typ specjacji w warunkach laboratoryjnych.

### Organizmy rozmnażające się bezpłciowo posiadają przyrodzoną barierę rozrodczą
Ponieważ u organizmów bezpłciowych nie można mówić o wymianie genów, ani o populacjach w klasycznym rozumieniu definicji, biologiczna definicja gatunku nie ma zastosowania. Ponieważ poszczególne osobniki są ze swej natury odizolowane reprodukcyjnie, nieciągłości morfologiczne i fizjologiczne (?) pomiędzy poszczególnymi klonami wynikają bezpośrednio z mechanizmów ewolucji biologicznej.

## Obserwacje
Przykłady udokumentowanych procesów specjacyjnych.

### Specjacja przez hybrydyzację
Klasycznym przykładem jest powstanie nowego gatunku pierwiosnka (Primula kewensis) w wyniku eksperymentalnej hybrydyzacji Primula verticillata oraz P. floribunda w ogrodzie botanicznym Kew pod Londynem. Ten typ specjacji szczególnie powszechny jest wśród roślin; na początku lat 90. XX wieku oszacowano, że ⅓ z nich mogła powstać w ten sposób. Innymi przykładami z królestwa roślin są: śliwa domowa (Prunus domestica L.) powstała w wyniku krzyżowania śliwy wiśniowej (P. cerasifera) i śliwy tarnina (Prunus spinosa L.) oraz poziewnik szorstki (Galeopsis tetrahit L.), powstały poprzez krzyżowanie się poziewników: miękkowłosego (G. pubescens Willd.) i pstrego (G. speciosa Mill.).
U kręgowców taki rodzaj specjacji jest rzadki. Wśród reprezentantów tego podtypu jako przykład specjacji przez hybrydyzację można podać powstanie gorzyczka zielonkawego (Lepidothrix vilasboasi), hybrydy gorzyczków: białorzytnego (L. nattereri) i srebrnogłowego (L. iris). Wśród ptaków w przypadku 3 gatunków przeprowadzono badania genetyczne mające ustalić, czy są to rzeczywiście gatunki powstałe w ten sposób.

### Specjacja przez poliploidyzację
Hugo de Vries, pionier genetyki, zaobserwował podczas swoich badań nad wiesiołkiem (Oenothera lamarckiana) osobniki o podwojonej liczbie chromosomów. Osobniki te nie krzyżowały się z populacją wyjściową. De Vries nazwał tę odmianę Oenothera gigas, podnosząc ją tym samym do rangi odrębnego gatunku. U zwierząt poliploidyzacja jest rzadka, może prowadzić do powstania organizmów nieuznawanych za gatunki, np. tetraploidalnych słonaczków (Artemia salina).

### Eksperymentalna specjacja
Eksperymentalna specjacja była wielokrotnie obserwowana w warunkach laboratoryjnych, w szczególności w laboratoryjnych populacjach muszek owocowych (Drosophila). Np. Dobhzansky zaobserwował przypadek spontanicznej postgamicznej bariery rozrodczej w populacji Drosophila paulistorum, i w kilka lat później pojawienie się zdolności do rozpoznawania własnego gatunku w tej populacji (zjawisko wzmocnienia bariery rozrodczej).

### Specjacja sympatryczna
W roku 1983 pojawiły się pierwsze badania empiryczne potwierdzające teorię specjacji sympatrycznej. Macnair udokumentował powstanie bariery reprodukcyjnej u kroplika żółtego (Mimulus guttatus) pod wpływem naturalnej selekcji na tolerancję wysokiego stężenia jonów miedzi w glebie. Plejotropowym efektem odporności na miedź jest bardzo niska żywotność hybryd pomiędzy rasą odporną a typem dzikim.
W roku 1988 opublikowane zostały w Nature artykuły opisujące specjację sympatryczną nasionnicy jabłoniowej (Rhagoletis pomonella). Nasionnica naturalnie występuje na terenie Ameryki Północnej jako pasożyt głogu. Po wprowadzeniu upraw drzew owocowych przez osadników, niektóre nasionnice zaczęły atakować najpierw jabłonie, a z czasem również grusze, wiśnie i róże. Obecnie specjalizacja ta jest na tyle posunięta, że występuje częściowa bariera reprodukcyjna pomiędzy tymi formami.

### Specjacja allopatryczna
Udokumentowano proces specjacji allopatrycznej w populacjach wójcika Phylloscopus trochiloides w Azji Zachodniej. Dwie populacje wójcika w Syberii Centralnej nie krzyżują się, połączone są jednak wąskim pasem mieszańców poprzez Wyżynę Tybetańską. Tworzą więc tzw. gatunek pierścieniowy.
Udokumentowano zachodzący proces wzmocnienia bariery reprodukcyjnej pomiędzy formami modraszków (Agrodiaetus), które powstały w wyniku procesu specjacji allopatrycznej.

### Specjacja odwrócona
W 2018 opublikowano badanie, które dowiodło istnieniu specjacji odwróconej. Dwa gatunki kruka (Corvus corax), które podzieliły się ok. 1,5 miliona lat temu na gałęzie holarktyczną i kalifornijską, połączyły się w jeden.